# Saint-Goussaud
Saint-Goussaud ist eine französische Gemeinde im Département Creuse in der Region Nouvelle-Aquitaine. Sie gehört zum Arrondissement Guéret und zum Kanton Le Grand-Bourg. 

## Geografie
Sie grenzt im Norden an Arrènes, im Osten an Châtelus-le-Marcheix, im Süden an Les Billanges, im Westen an Jabreilles-les-Bordes und im Nordwesten an Laurière. Das Siedlungsgebiet besteht aus den Dörfern Bossabut, Champégaud, Le Châtain, La Châtenède, Le Crocq, La Feyte, Le Fieux, Friaulouse, Les Gabiauds, Lavaud, Millemilanges, Redondessagne, La Ribière, La Roche, Séjoux und La Verdenne. Der höchste Punkt in der Gemeindegemarkung ist die Bergspitze des Puy de Jouer auf 694 m. Der Ursprung der Ortschaft ist galloromanisch. 

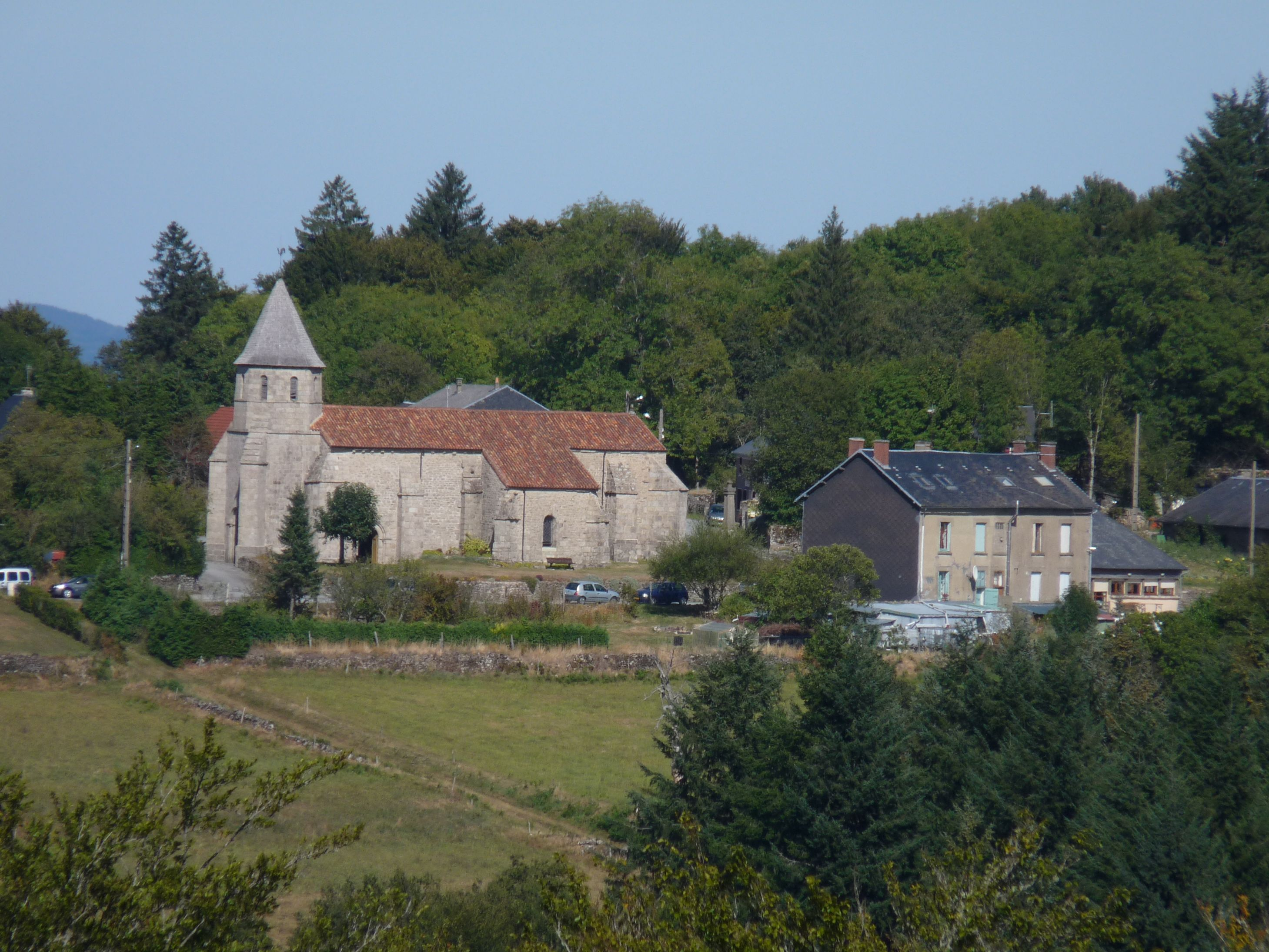
Kirche Saint-Goussaud aus dem 12. Jahrhundert, Monument historique
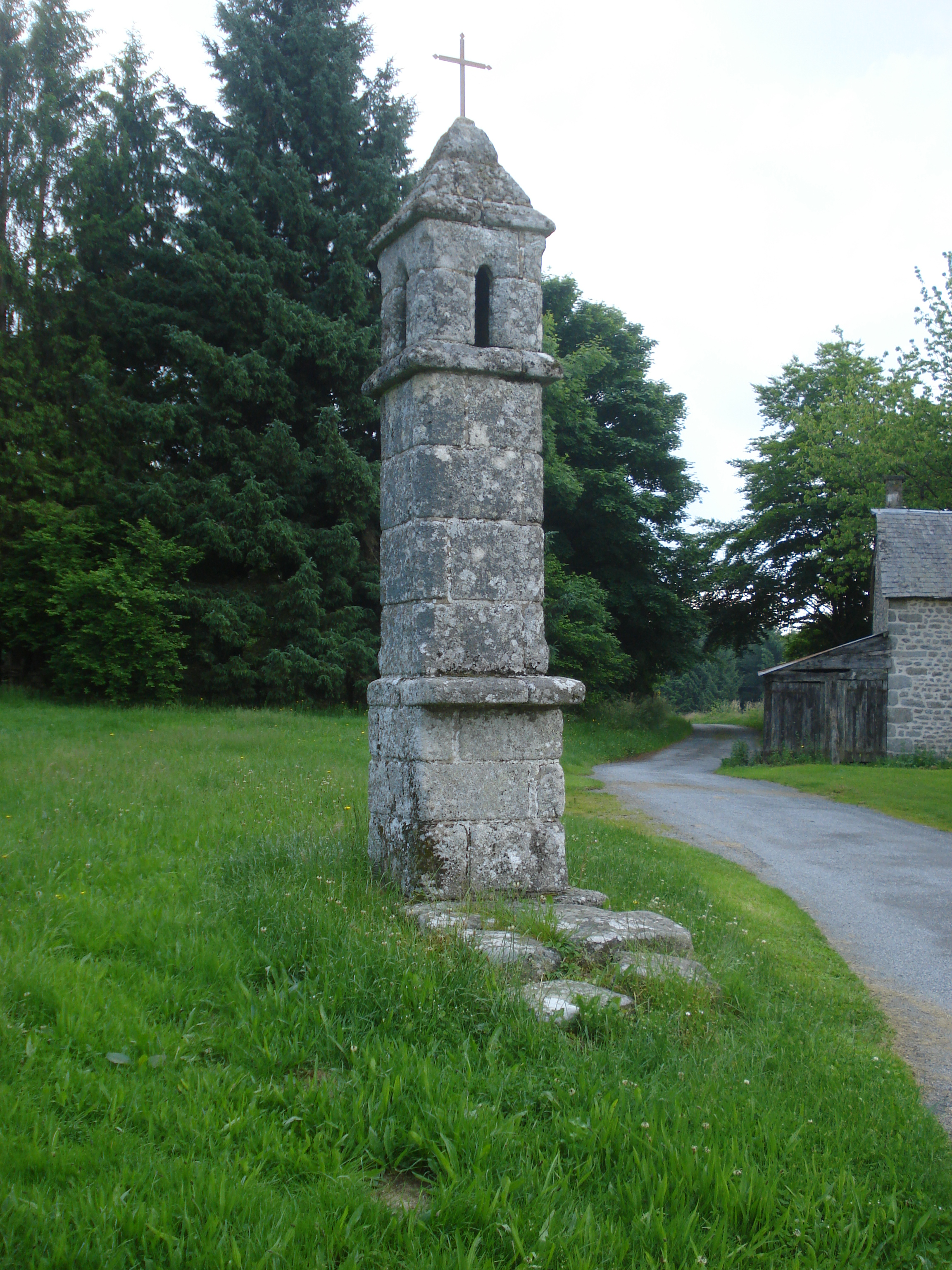
Mahnmal von Saint-Goussaud, Monument historique
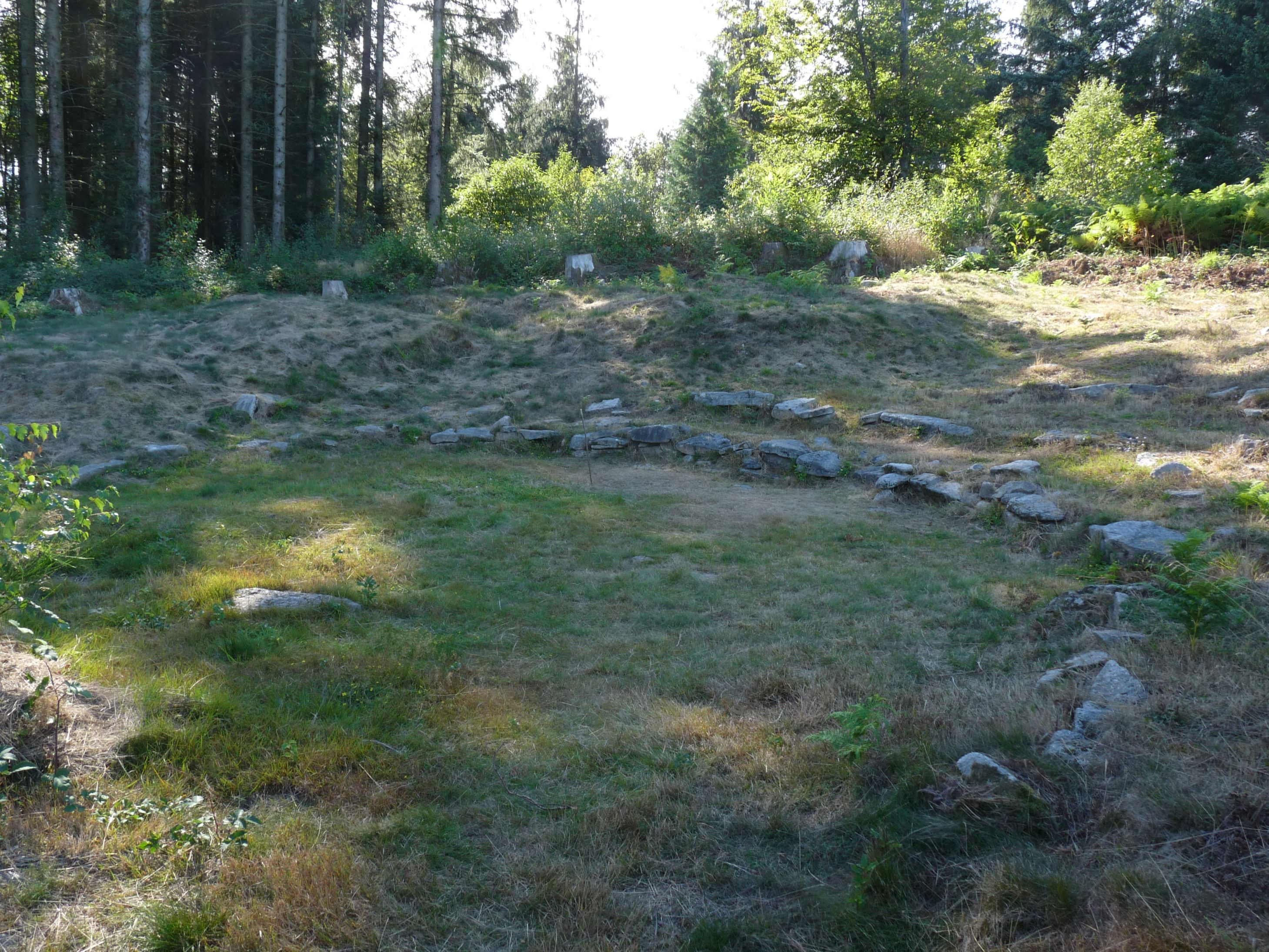
Überreste eines galloromanischen Theaters, Monument historique

## Bevölkerungsentwicklung
| Jahr      | 1962 | 1968 | 1975 | 1982 | 1990 | 1999 | 2008 | 2012 |
| --------- | ---- | ---- | ---- | ---- | ---- | ---- | ---- | ---- |
| Einwohner | 407  | 353  | 285  | 271  | 238  | 213  | 205  | 192  |